# Nemesbük
Nemesbük è un comune dell'Ungheria di 598 abitanti (dati 2001). È situato nella contea di Zala.